# Club de ajedrez

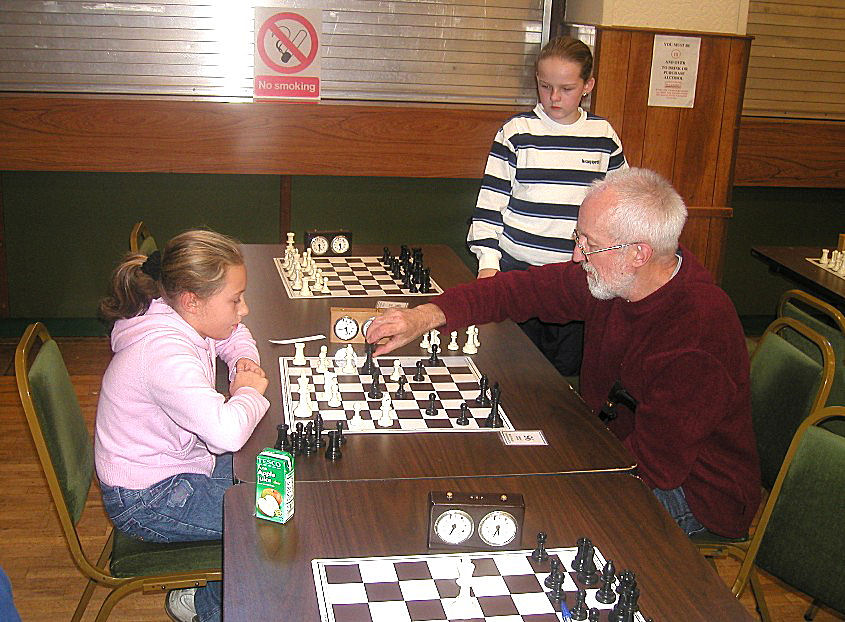
Dos jugadores de ajedrez en un club

Un club de ajedrez es un club formado con el propósito de jugar el juego de mesa del ajedrez. En los clubes de ajedrez, se pueden realizar entre jugadores, partidas informales y organizar partidas oficiales correspondientes a la competiciones de ajedrez, dependiendo del permiso de su federación.

## Organización
Los clubes de ajedrez, para que sus competiciones sean oficialmente homologadas, deben de estar inscritos en una federación regional o autonómica de ajedrez, que a su vez está inscrita en la federación del país y este a su vez en la federación mundial.
En el caso de España, un club de ajedrez, está inscrito en una Federación autonómica de ajedrez de España, que a su vez está inscrito en la Federación Española de Ajedrez FEDA que está supeditada a la Federación internacional de Ajedrez FIDE.
Los jugadores, que visitan un club, pueden mediante una cuota, convertirse en socios y además si quieren jugar competiciones oficiales, el club debe darlos de alta en su federación autonómica de ajedrez como jugadores de ajedrez federados.

## Actividades
- Partidas informales, entre socios o personas invitadas.
- Partidas de campeonato, mediante un torneo de ajedrez.
- Oportunidades de jugar, representando a su club en competiciones de otro club, o programadas por órganos federativos de ajedrez.
- Entrar dentro de un sistema de ranking social o de ranking oficial ELO
- Tener la posibilidad de recibir coaching o entrenamiento, de jugadores con mayor nivel de juego.
- Biblioteca de libros o programas de ajedrez, para utilizarlos en el club, o para recibirlos en préstamo a socios por un periodo de tiempo.
- Eventos sociales, como recibir partidas simultáneas de ajedrez contratando a un gran maestro o maestro internacional. Torneos de ajedrez de fiesta mayor de la localidad o matches de amistad entre clubes.
- Salidas festivas y reuniones sociales, como cualquier otro club.

- Datos: Q1896682